# Amphidoxa
Amphidoxa is een geslacht van weekdieren uit de klasse van de Gastropoda (slakken).

## Soort
- Amphidoxa marmorella (L. Pfeiffer, 1846)